# Zámecká kaple Morzinů
Zámecká kaple Morzinů ve Vrchlabí je kaple s hrobkou někdejších majitelů nedalekého zámku rodu Černínů-Morzinů, která se nachází ve Vrchlabí za městským parkem. Původně byla zasvěcena svatému Jakubovi. Od roku 1947 slouží jako modlitebna sboru věřících Československé církve husitské. Kaple je od roku 2006 chráněnou kulturní památkou České republiky

## Historie
Výstavba zámecké kaple na návrší nad západní stranou parku probíhala v letech 1887–1891 téměř současně se stavbou nového kostela sv. Vavřince na náměstí ve Vrchlabí.
Kapli nechala vystavět Aloisie Černínová, rozená Morzinová, podle návrhu smíchovského architekta Štěpána (Stephana) Tragla v čistém novogotickém slohu. Stavební práce na kapli s hrobkou pod ní byly svěřeny vrchlabským firmám, které budovaly i tamní kostel. Zednické práce převzal vrchlabský podnikatel Edmund Zirm a kamenné Eduard Wlačih.
... asi kus textu chybí... duchovních, dne 20. října 1891 královéhradecký biskup Josef Jan Hais. Kaple byla zasvěcena svatému Jakubovi a oltář Panně Marii Bolestné oplakávající mrtvé tělo Kristovo pod křížem. Bylo to již v době, kdy v prostoru hrobky pod oltářem odpočívaly pozůstatky hraběte Heřmana z Černínu,[zdroj?] manžela Aloisie, které sem byly uloženy 7. srpna téhož roku. Poslední vlastník panství hrabě Jaromír Černín prodal vrchlabský zámek nacistickým úřadům Protektorátu Čechy a Morava, které v něm zřídily okresní úřad – „Landrát“. Po obnovení československé státnosti zámek podlehl, co by německý majetek, konfiskaci podle jednoho z dekretů prezidenta Edvarda Beneše. Mezi vyvlastněnými nemovitostmi byla i kaple Morzinů spolu s hrobkou.
Po vysídlení obyvatel německé národnosti z československého pohraničí noví čeští osídlenci ve Vrchlabí založili náboženskou obec Československou církev, s později přijatým názvem husitskou (ČSCH). Její diecézní rada roku 1947 požádala Okresní národní výbor ve Vrchlabí, aby ji přidělil kapli jako bohoslužebný stánek. Poté ČSCH kapli s hrobkou a pozemkem od Ministerstva zemědělství koupila, cena nemovitosti byla 58 115 tehdejších Kčs. Později byl pozemek církvi zabaven a teprve po roce 1989 opět vrácen.

## Popis

### Exteriér
Zámecká kaple Morzinů se nachází západně od vrchlabského zámeckého parku pod zahrádkářskou kolonií. Od parku vede ke kapli dřevěný visutý most, který je v současné době uzavřený.
Kaple je situována na vyvýšené kamenné terase se dvěma přístupovými rameny schodišť po stranách. Terasa vyrovnává kopcovitý terén, na kterém je kaple vystavěna na obdélném půdorysu s polygonálně uzavřeným presbytářem na západní straně. Mezi rameny schodišť je pod terasou s kaplí vchod do hrobky.
Vstup do kaple od východní strany je profilovaným portálem, ve vrcholu zakončeným lomeným obloukem. Na přímém překladu s koutovými konzolkami je v tympanonu umístěn kamenný reliéfní erb vytvořený spojením erbu černínsko-morzinské větve, obou původních rodových znaků.
Ostění je zdobeno polosloupy a dvěma hranolovými sloupky zakončenými fiálami. V nadpraží je trojúhelný štít s kvadrilobem, který je zdoben po obvodu kraby. Nad vstupním portálem je kruhová rozeta.
Trojúhelný štít se dvěma sdruženými okny v patře vrcholí hranolovou věžičkou zakončenou osmibokým jehlancem s makovicí a latinským křížkem.
Boky kaple po evangelní a epištolní straně, s úzkými okny zdobenými vitrážovými výplněmi s vegetativními motivy, jsou zakončeny lomeným obloukem, který je zdoben kružbou čtyřlistu.
Mezi okny jsou uplatněny rytmizovaně odstupněné opěráky se stříškami a štítky. Krov sedlové střechy s bedněním a s odvětrávacími oplechovanými vikýři má pokládku eternitovými šablonami.

### Interiér
Vstup do interiéru kaple umožňují dvoukřídlé dřevěné dveře se štítkem, klikou a závěsy s povrchovým zdobným kovovým ostěním. Nad vchodem je vystavěn kůr s varhany a interiér osvětlují okna s velmi decentní vitráží.
V interiéru se nachází novogotický oltář s pietou, dále náhrobky z opuky hrabat Vojtěcha Czernina z Chudenic (1745–1816) a jeho manželky Josefy, rozené Thunové († 1810).[zdroj?] V rozích kaple jsou zahalené karyatidy.[zdroj?]
Kaple je sklenuta křížovou klenbou. Podkruchtí je segmentové s klenebními žebry, zdobené novogotickou ornamentikou, dřevěné zábradlí kruchty nese kvadrilobní kazety.
Presbytář je od lodi oddělen triumfálním lomeným obloukem, klenební žebra ve vrcholu se svorníky, pravé křížové klenby na profilovaných žebrech. Po obvodu stavby jsou svazkové jednoduché přípory se soklem, patkou, prstencem a listovou hlavicí s krycí deskou.
Podlaha je složena ze skládaného teraca s geometrickými motivy. Dveře do hrobky chráněné dvoukřídlou mříží jsou dřevěné, zdobené kazetami. Předsíň hrobky má plochý strop bez výzdoby, po pravé straně kamenné zdi je pouze vytažena deska s textem o průběhu stavby kaple.
Samotná hrobka je shodná s půdorysem stavby kaple, její prostor je křížově sklenut s dvěma řadami sloupů s entazí, jejichž hlavice jsou zdobeny rostlinnými motivy. Klenební pole jsou oddělena klenebními plochými žebry s obvodovou mírnou profilací.

### Mobiliář kaple

#### Oltář
Novogotická oltářní architektura s hranolovitou dřevěnou mensou a nárožními polosloupky je zdobená kazetami, uprostřed s latinským křížem. Plochá deska menzy nese obdélné retabulum dělené do tří částí, když jeho prostřední část je mírně předstupující a zvýšená a po stranách má fiály s kraby. Na podnožní desce uprostřed retabula je umístěno sousoší Piety, která je v životní velikosti a na jejím pozadí je prostý latinský kříž. Retabulum má tři reliéfy, uprostřed reliéf Ukřižování, po stranách reliéfy Narození a Nanebevstoupení. Leštěné dřevo retabula je ohraničeno zlatými lineárními pásky. Dřevořezby oltáře patrně pocházejí z dílny c. k. dvorního řezbáře J. Steinera z Meranu v Tyrolích (stejně jako řezby v děkanském kostele sv. Vavřince) a jejich vznik lze zařadit do roku 1890. (č.j.:865/2006)

#### Křtitelnice
Novogotická křtitelnice má polygonální odstupňovaný sokl, hranolový dřík a osmibokou mísou. Je zhotovena z bílého mramoru o celkové výšce 100 cm a její vznik lze datovat na počátek 20. století.

#### Lavice
Kaple má dvě řady lavic v celkovém počtu 8 ks, které stojí na průběžném hranolovém soklu s palubovou podlahou. Mají segmentované bočnice s vpadlými zrcadly se zakončením zavíjenými volutami. Lavice byly zhotoveny v roce 1890 z hnědého mořeného dřeva.

#### Varhany
Nástroj s hranolovým postamentem má 5 polí s cínovými píšťalami a jeho boční pole jsou zakončena trojúhelnými štíty s fiálami a kraby. Prostřední pole má konkávní římsu.

### Mobiliář hrobky
Mobiliář hrobky je prostý s několika katafalky. Ty nejsou v nejlepším stavu jako i samotná krypta. Její prostor čistého novogotického trojlodí však stále působí velkoryse a důstojně. Ve zprávě o činnosti sboru ČSCH otištěné roku 1976 je mimo jiné také uvedeno: „několik rakví, které už byly vadné, bylo v roce 1950 z důvodů hygienických vyzvednuto a pietně pohřbeno v opuštěné hrobce na místním hřbitově“.

## Seznam pohřbených
V hrobce bylo pohřbeno šest osob. Po dokončení výstavby kaple byl v hrobce jako první pochován hrabě Heřman Czernin († 1892). Další příslušníci rodu následovali až ve 20. století. V chronologickém pořadí to byla hraběnka Emma (v roce 1905), dále zakladatelka kaple Aloisie, rozená Morzinová (v roce 1907), Aloisiin syn a dědic Rudolf († 1927), po pouhém půl roce nástupnictví na vrchlabské panství jeho syn Rudolf († 1928). Jako poslední zde v roce 1929 nalezl místo posledního odpočinku vnuk Rudolfa a Emmy hrabě Egon.

### Chronologicky podle data úmrtí
V tabulce jsou uvedeny základní informace o pohřbených. Fialově jsou vyznačeni příslušníci rodu Czerninů, žlutě jsou vyznačeny manželky přivdané do rodiny, pokud zde byly pohřbeny. Červeně jsou zvýrazněni majitelé statku Vrchlabí. Přestože jsou předkové Czerninů připomínáni už ve 12. století, zde jsou generace počítány až od Humprechta Czernina (1447 – po 1499). U manželek je generace v závorce a týká se generace manžela. Děti jsou vypsány v poznámce u matky, avšak pokud byla matka pohřbena jinde, jsou děti uvedeny v poznámce u otce.
| Po-řadí | Gene-race | Jméno pohřbeného                    | Datum a místo narození          | Otec                                                                                              | Datum a místo sňatku, choť | Pohřeb a uložení do hrobky                                                    | Poznámky |
| Po-řadí | Gene-race | Jméno pohřbeného                    | Datum a místo úmrtí             | Matka                                                                                             | Datum a místo sňatku, choť | Pohřeb a uložení do hrobky                                                    | Poznámky |
| ------- | --------- | ----------------------------------- | ------------------------------- | ------------------------------------------------------------------------------------------------- | --- | ----------------------------------------------------------------------------- | --- |
| 1.      | 12.       | Heřman František Czernin z Chudenic | 20. 2. 1819 Vídeň               | Evžen I. Karel Ervín Czernin z Chudenic 4. 11. 1796 Vídeň – 11. 7. 1868 Petrohrad                 | 13. 11. 1853 Praha-Malá Strana: Marie Aloisie z Morzinu (č. 3)                                                                                   | Pohřben 6. 8. 1892 v hraběcí hrobce.                                          | Zakladatel vrchlabské větve Czerninů. C. k. komoří. Majitel panství Kysibl (Stružná) (od 1863). Zemřel ve věku 73 let na plicní edém. |
| 1.      | 12.       | Heřman František Czernin z Chudenic | 2. 8. 1892 Neu-Coswig u Drážďan | Marie Terezie z Orsini-Rosenbergu 25. 9. 1798 Vídeň – 18. 4. 1866 Vídeň                           | 13. 11. 1853 Praha-Malá Strana: Marie Aloisie z Morzinu (č. 3)                                                                                   | Pohřben 6. 8. 1892 v hraběcí hrobce.                                          | Zakladatel vrchlabské větve Czerninů. C. k. komoří. Majitel panství Kysibl (Stružná) (od 1863). Zemřel ve věku 73 let na plicní edém. |
| 2.      | (13.)     | Emma z Orsini-Rosenbergu            | 8. 7. 1858 Štýrský Hradec       | Josef z Orsini-Rosenbergu                                                                         | 22. 6. 1878 Praha-Malá Strana: Rudolf z Czernin-Morzinu (č. 4)                                                                                   | Pohřbena 8. 7. 1905 v hraběcí hrobce.                                         | Dáma Řádu hvězdového kříže (1881). Zemřela ve věku 47 let na karcinom. Porodila následující děti: - 1. Marie Aloisie, provd. Bronn-Weikersheim (1879–1963) - 2. Rudolf Heřman (1881–1928; č. 5) - 3. Arthur (1882–1886; pohřben na hřbitově v Horním Maršově) - 4. František (páter Wolfgang; 1885–1954) - 5. Carl (Karel; 1886–1978; pohřben na hřbitově v Grafensteině) - 6. Ida, provd. Thun und Hohenstein (1888–1965; pohřbena na hřbitově ve Vídni-Döblingu) - 7. Eugen Alfons (1892–1955, 8. vladař domu hradeckého a chudenického 1932–1955; pohřben na hřbitově v Pottschachu)                                                                                                |
| 2.      | (13.)     | Emma z Orsini-Rosenbergu            | 6. 7. 1905 Horní Maršov         | Ida Grimaud z Orsay                                                                               | 22. 6. 1878 Praha-Malá Strana: Rudolf z Czernin-Morzinu (č. 4)                                                                                   | Pohřbena 8. 7. 1905 v hraběcí hrobce.                                         | Dáma Řádu hvězdového kříže (1881). Zemřela ve věku 47 let na karcinom. Porodila následující děti: - 1. Marie Aloisie, provd. Bronn-Weikersheim (1879–1963) - 2. Rudolf Heřman (1881–1928; č. 5) - 3. Arthur (1882–1886; pohřben na hřbitově v Horním Maršově) - 4. František (páter Wolfgang; 1885–1954) - 5. Carl (Karel; 1886–1978; pohřben na hřbitově v Grafensteině) - 6. Ida, provd. Thun und Hohenstein (1888–1965; pohřbena na hřbitově ve Vídni-Döblingu) - 7. Eugen Alfons (1892–1955, 8. vladař domu hradeckého a chudenického 1932–1955; pohřben na hřbitově v Pottschachu)                                                                                                |
| 3.      | (12.)     | Aloisie z Morzinu                   | 6. 5. 1832 Praha-Malá Strana    | Rudolf z Morzinu 13. 3. 1801 Praha – 22. 9. 1881 Praha                                            | 13. 11. 1853 Praha-Malá Strana: Heřman František Czernin z Chudenic (č. 1)                                                                       | Pohřbena 29. 7. 1907 královéhradeckým biskupem Josefem Doubravou ve Vrchlabí. | Dáma Řádu hvězdového kříže. Dědička statku Vrchlabí a Morzinského paláce v Praze, majitelka statku a zámku Benešov nad Ploučnicí (1877–1888), statku a zámku Horní Maršov (od 1883), zakladatelka hrobky. Zemřela jako 75letá na sešlost věkem. Porodila následující děti: - 1. Rudolf (1855–1927; č. 4) - 2. Philippine Theresia, provd. Buquoy-Longueval (1858–1937; pohřbena v Buquoyské hrobce v Nových Hradech) |
| 3.      | (12.)     | Aloisie z Morzinu                   | 26. 7. 1907 Vrchlabí            | Filipína ze Swéerts-Sporcku 19. 10. 1808 Krakov – 21. 10. 1834 Vrchlabí                           | 13. 11. 1853 Praha-Malá Strana: Heřman František Czernin z Chudenic (č. 1)                                                                       | Pohřbena 29. 7. 1907 královéhradeckým biskupem Josefem Doubravou ve Vrchlabí. | Dáma Řádu hvězdového kříže. Dědička statku Vrchlabí a Morzinského paláce v Praze, majitelka statku a zámku Benešov nad Ploučnicí (1877–1888), statku a zámku Horní Maršov (od 1883), zakladatelka hrobky. Zemřela jako 75letá na sešlost věkem. Porodila následující děti: - 1. Rudolf (1855–1927; č. 4) - 2. Philippine Theresia, provd. Buquoy-Longueval (1858–1937; pohřbena v Buquoyské hrobce v Nových Hradech) |
| 4.      | 13.       | Rudolf z Czernin-Morzinu            | 8. 1. 1855 Praha-Malá Strana    | Heřman František Czernin z Chudenic (č. 1)                                                        | 22. 6. 1878 Praha-Malá Strana: Emma z Orsini-Rosenbergu (č. 2)                                                                                   | Pohřben 9. 9. 1927 ve Vrchlabí.                                               | 2. hlava vrchlabské větve Czerninů (1892–1927). C. k. komoří (1881), tajný rada (1917), doživotní (od roku 1905) a později dědičný člen Panské sněmovny rakouské Říšské rady (1912–1918), majitel statků Stružná (od roku 1892), Vrchlabí a Horní Maršov (od roku 1907). V roce 1908 přijal jméno Czernin-Morzin (Czernin von Chudenitz und Morzin) a spojil erby obou rodů. Zemřel ve věku 72 let na krvácení do mozku. Druhé manželství zůstalo bezdětné. Druhá manželka byla pohřbena v rodinné hrobce Friesů v Černé Hoře na Moravě. |
| 4.      | 13.       | Rudolf z Czernin-Morzinu            | 5. 9. 1927 Vrchlabí             | Marie Aloisie z Morzinu (č. 3)                                                                    | 5. 8. 1907 Černá Hora: Terezie Friesová z Friesenbergu 21. 3. 1874 Černá Hora – 14. 11. 1946 Černá Hora                                          | Pohřben 9. 9. 1927 ve Vrchlabí.                                               | 2. hlava vrchlabské větve Czerninů (1892–1927). C. k. komoří (1881), tajný rada (1917), doživotní (od roku 1905) a později dědičný člen Panské sněmovny rakouské Říšské rady (1912–1918), majitel statků Stružná (od roku 1892), Vrchlabí a Horní Maršov (od roku 1907). V roce 1908 přijal jméno Czernin-Morzin (Czernin von Chudenitz und Morzin) a spojil erby obou rodů. Zemřel ve věku 72 let na krvácení do mozku. Druhé manželství zůstalo bezdětné. Druhá manželka byla pohřbena v rodinné hrobce Friesů v Černé Hoře na Moravě. |
| 5.      | 14.       | Rudolf Heřman z Czernin-Morzinu     | 15. 2. 1881 Praha-Malá Strana   | Rudolf z Czernin-Morzinu (č. 4)                                                                   | 7. 6. 1903 Praha-Nové Město, (rozvedeni 1920): Vera zu Hohenlohe-Waldenburg-Schillingfürst-Kaunitz 22. 5. 1882 Görz (Gorice) – 1. 12. 1940 Praha | Pohřben 30. 3. 1928 ve Vrchlabí.                                              | 3. hlava vrchlabské větve Czerninů (1927–1928). C. k. komoří (1906), rytmistr hulánů v záloze, majitel statků Vrchlabí a Horní Maršov. Zemřel ve věku 47 let na chronický zánět mozkových blan. Narodily se mu následující děti: - 1. Vera, provd. Fugger von Babenhausen a poté von Schuschnigg (1904–1959) - 2. Alexia, provd. von Thun und Hohenstein a poté Larisch von Mönnich (1906–1994) - 3. Jaromír (1908–1966), 4. hlava vrchlabské větve Czerninů - 4. Emma, provd. Honemeyerová (1909–1998) - 5. Egon (1911–1929; č. 6) - 6. Eleonore, provd. Möhwaldová (1913–1992) - 7. Sylvia, provd. Nádherná z Borutína (1916–1979) - 8. Maria, provd. Prexl a poté Penka (1918–1944) |
| 5.      | 14.       | Rudolf Heřman z Czernin-Morzinu     | 24. 3. 1928 Vídeň               | Emma z Orsini-Rosenbergu (č. 2)                                                                   | 7. 6. 1903 Praha-Nové Město, (rozvedeni 1920): Vera zu Hohenlohe-Waldenburg-Schillingfürst-Kaunitz 22. 5. 1882 Görz (Gorice) – 1. 12. 1940 Praha | Pohřben 30. 3. 1928 ve Vrchlabí.                                              | 3. hlava vrchlabské větve Czerninů (1927–1928). C. k. komoří (1906), rytmistr hulánů v záloze, majitel statků Vrchlabí a Horní Maršov. Zemřel ve věku 47 let na chronický zánět mozkových blan. Narodily se mu následující děti: - 1. Vera, provd. Fugger von Babenhausen a poté von Schuschnigg (1904–1959) - 2. Alexia, provd. von Thun und Hohenstein a poté Larisch von Mönnich (1906–1994) - 3. Jaromír (1908–1966), 4. hlava vrchlabské větve Czerninů - 4. Emma, provd. Honemeyerová (1909–1998) - 5. Egon (1911–1929; č. 6) - 6. Eleonore, provd. Möhwaldová (1913–1992) - 7. Sylvia, provd. Nádherná z Borutína (1916–1979) - 8. Maria, provd. Prexl a poté Penka (1918–1944) |
| 6.      | 15.       | Egon z Czernin-Morzinu              | 31. 8. 1911 Stružná             | Rudolf Heřman z Czernin-Morzinu (č. 5)                                                            | | Pohřben 7. 8. 1929 ve Vrchlabí.                                               | Student zemědělské (hospodářské) školy v Kadani. Zemřel ve věku 18 let na následky motocyklové nehody (prasknutí lebky a krvácení do mozku). |
| 6.      | 15.       | Egon z Czernin-Morzinu              | 4. 8. 1929 silnice u Jičína     | Vera zu Hohenlohe-Waldenburg-Schillingfürst-Kaunitz 22. 5. 1882 Görz (Gorice) – 1. 12. 1940 Praha | | Pohřben 7. 8. 1929 ve Vrchlabí.                                               | Student zemědělské (hospodářské) školy v Kadani. Zemřel ve věku 18 let na následky motocyklové nehody (prasknutí lebky a krvácení do mozku). |

### Příbuzenské vztahy pohřbených
Následující schéma znázorňuje příbuzenské vztahy. Červeně orámovaní byli pohřbeni v hrobce, arabské číslice odpovídají pořadí úmrtí podle předchozí tabulky. Římské číslice představují pořadí manžela nebo manželky, pokud někdo vstoupil do manželství více než jednou. Tučně jsou vyznačeni vladaři. Linie potomků Jaromíra Czernina († 1908) vymřela v roce 1932, štýrskohradecká větev Humprechta (Humberta) Czernina († 1910) vymřela po meči v roce 1987. Zeleným orámováním je zvýrazněn Jan Rudolf Czernin z Chudenic († 1845), 3. vladař domu hradeckého a chudenického, a Wolfgang Maria Czernin († 1813), pán na Vinoři, jimiž se nedrahovická větev Czerninů rozdělila na dvě linie. Modře je zvýrazněn Evžen Alfons Czernin († 1955) z vrchlabské linie, který byl adoptován Františkem Jaromírem Czerninem, 7. vladařem domu hradeckého a chudenického, a stal se pokračovatelem jindřichohradecké větve a 8. vladařem. Oranžově je zvýrazněn Jaromír Czernin-Morzin († 1966), poslední majitel statku Vrchlabí. Vzhledem k účelu schématu se nejedná o kompletní rodokmen Czerninů.
|                                                         |                                                         |                                                         |                                                         |                                                         |                                                         | I. Gundakara Marie Antonie z Colloreda 1728–1757 | I. Gundakara Marie Antonie z Colloreda 1728–1757 | I. Gundakara Marie Antonie z Colloreda 1728–1757 | I. Gundakara Marie Antonie z Colloreda 1728–1757 | I. Gundakara Marie Antonie z Colloreda 1728–1757 | I. Gundakara Marie Antonie z Colloreda 1728–1757 |                                                                    |                                                                    |                                                                    |                                                                    |                                                                    |                                                                    | Prokop Vojtěch Czernin z Chudenic † 1777 2. vladař          | Prokop Vojtěch Czernin z Chudenic † 1777 2. vladař          | Prokop Vojtěch Czernin z Chudenic † 1777 2. vladař          | Prokop Vojtěch Czernin z Chudenic † 1777 2. vladař          | Prokop Vojtěch Czernin z Chudenic † 1777 2. vladař | Prokop Vojtěch Czernin z Chudenic † 1777 2. vladař |                                                 |                                                 |                                                 |                                                 |                                                 |                                                 | II. Marie Tereza Rajská z Dubnic 1736–1780       | II. Marie Tereza Rajská z Dubnic 1736–1780       | II. Marie Tereza Rajská z Dubnic 1736–1780       | II. Marie Tereza Rajská z Dubnic 1736–1780       | II. Marie Tereza Rajská z Dubnic 1736–1780       | II. Marie Tereza Rajská z Dubnic 1736–1780       |                                          |                                          |  |  |                                                               |                                                               |                                                               |                                                               |                                                               |                                                               |                                             |                                             |                                          |                                          |                                          |                                          |                                          |                                          |  |  |                                                               |                                                               |                                                               |                                                               |                                                               |                                                               |  |  |                                       |                                       |                                       |                                       |                                       |                                       |  |  |                                    |                                    |                                    |                                    |                                    |                                    |  |  |
|                                                         |                                                         |                                                         |                                                         |                                                         |                                                         | I. Gundakara Marie Antonie z Colloreda 1728–1757 | I. Gundakara Marie Antonie z Colloreda 1728–1757 | I. Gundakara Marie Antonie z Colloreda 1728–1757 | I. Gundakara Marie Antonie z Colloreda 1728–1757 | I. Gundakara Marie Antonie z Colloreda 1728–1757 | I. Gundakara Marie Antonie z Colloreda 1728–1757 |                                                                    |                                                                    |                                                                    |                                                                    |                                                                    |                                                                    | Prokop Vojtěch Czernin z Chudenic † 1777 2. vladař          | Prokop Vojtěch Czernin z Chudenic † 1777 2. vladař          | Prokop Vojtěch Czernin z Chudenic † 1777 2. vladař          | Prokop Vojtěch Czernin z Chudenic † 1777 2. vladař          | Prokop Vojtěch Czernin z Chudenic † 1777 2. vladař | Prokop Vojtěch Czernin z Chudenic † 1777 2. vladař |                                                 |                                                 |                                                 |                                                 |                                                 |                                                 | II. Marie Tereza Rajská z Dubnic 1736–1780       | II. Marie Tereza Rajská z Dubnic 1736–1780       | II. Marie Tereza Rajská z Dubnic 1736–1780       | II. Marie Tereza Rajská z Dubnic 1736–1780       | II. Marie Tereza Rajská z Dubnic 1736–1780       | II. Marie Tereza Rajská z Dubnic 1736–1780       |                                          |                                          |  |  |                                                               |                                                               |                                                               |                                                               |                                                               |                                                               |                                             |                                             |                                          |                                          |                                          |                                          |                                          |                                          |  |  |                                                               |                                                               |                                                               |                                                               |                                                               |                                                               |  |  |                                       |                                       |                                       |                                       |                                       |                                       |  |  |                                    |                                    |                                    |                                    |                                    |                                    |  |  |
|                                                         |                                                         |                                                         |                                                         |                                                         |                                                         |                                                  |                                                  |                                                  |                                                  |                                                  |                                                  |                                                                    |                                                                    |                                                                    |                                                                    |                                                                    |                                                                    |                                                             |                                                             |                                                             |                                                             |                                                    |                                                    |                                                 |                                                 |                                                 |                                                 |                                                 |                                                 |                                                  |                                                  |                                                  |                                                  |                                                  |                                                  |                                          |                                          |  |  |                                                               |                                                               |                                                               |                                                               |                                                               |                                                               |                                             |                                             |                                          |                                          |                                          |                                          |                                          |                                          |  |  |                                                               |                                                               |                                                               |                                                               |                                                               |                                                               |  |  |                                       |                                       |                                       |                                       |                                       |                                       |  |  |                                    |                                    |                                    |                                    |                                    |                                    |  |  |
|                                                         |                                                         |                                                         |                                                         |                                                         |                                                         |                                                  |                                                  |                                                  |                                                  |                                                  |                                                  |                                                                    |                                                                    |                                                                    |                                                                    |                                                                    |                                                                    |                                                             |                                                             |                                                             |                                                             |                                                    |                                                    |                                                 |                                                 |                                                 |                                                 |                                                 |                                                 |                                                  |                                                  |                                                  |                                                  |                                                  |                                                  |                                          |                                          |  |  |                                                               |                                                               |                                                               |                                                               |                                                               |                                                               |                                             |                                             |                                          |                                          |                                          |                                          |                                          |                                          |  |  |                                                               |                                                               |                                                               |                                                               |                                                               |                                                               |  |  |                                       |                                       |                                       |                                       |                                       |                                       |  |  |                                    |                                    |                                    |                                    |                                    |                                    |  |  |
| Marie Terezie z Schönborn-Heussenstammu 1758–1838       | Marie Terezie z Schönborn-Heussenstammu 1758–1838       | Marie Terezie z Schönborn-Heussenstammu 1758–1838       | Marie Terezie z Schönborn-Heussenstammu 1758–1838       | Marie Terezie z Schönborn-Heussenstammu 1758–1838       | Marie Terezie z Schönborn-Heussenstammu 1758–1838       |                                                  |                                                  |                                                  |                                                  |                                                  |                                                  | Jan Rudolf Czernin 1757–1845 3. vladař (JINDŘICHO-) HRADECKÁ VĚTEV | Jan Rudolf Czernin 1757–1845 3. vladař (JINDŘICHO-) HRADECKÁ VĚTEV | Jan Rudolf Czernin 1757–1845 3. vladař (JINDŘICHO-) HRADECKÁ VĚTEV | Jan Rudolf Czernin 1757–1845 3. vladař (JINDŘICHO-) HRADECKÁ VĚTEV | Jan Rudolf Czernin 1757–1845 3. vladař (JINDŘICHO-) HRADECKÁ VĚTEV | Jan Rudolf Czernin 1757–1845 3. vladař (JINDŘICHO-) HRADECKÁ VĚTEV |                                                             |                                                             |                                                             |                                                             |                                                    |                                                    | Wolfgang Maria Czernin 1766–1813 VINOŘSKÁ VĚTEV | Wolfgang Maria Czernin 1766–1813 VINOŘSKÁ VĚTEV | Wolfgang Maria Czernin 1766–1813 VINOŘSKÁ VĚTEV | Wolfgang Maria Czernin 1766–1813 VINOŘSKÁ VĚTEV | Wolfgang Maria Czernin 1766–1813 VINOŘSKÁ VĚTEV | Wolfgang Maria Czernin 1766–1813 VINOŘSKÁ VĚTEV |                                                  |                                                  | Marie Antonie ze Salm-Neuburgu 1766–1840         | Marie Antonie ze Salm-Neuburgu 1766–1840         | Marie Antonie ze Salm-Neuburgu 1766–1840         | Marie Antonie ze Salm-Neuburgu 1766–1840         | Marie Antonie ze Salm-Neuburgu 1766–1840 | Marie Antonie ze Salm-Neuburgu 1766–1840 |  |  |                                                               |                                                               |                                                               |                                                               |                                                               |                                                               |                                             |                                             |                                          |                                          |                                          |                                          |                                          |                                          |  |  |                                                               |                                                               |                                                               |                                                               |                                                               |                                                               |  |  |                                       |                                       |                                       |                                       |                                       |                                       |  |  |                                    |                                    |                                    |                                    |                                    |                                    |  |  |
| Marie Terezie z Schönborn-Heussenstammu 1758–1838       | Marie Terezie z Schönborn-Heussenstammu 1758–1838       | Marie Terezie z Schönborn-Heussenstammu 1758–1838       | Marie Terezie z Schönborn-Heussenstammu 1758–1838       | Marie Terezie z Schönborn-Heussenstammu 1758–1838       | Marie Terezie z Schönborn-Heussenstammu 1758–1838       |                                                  |                                                  |                                                  |                                                  |                                                  |                                                  | Jan Rudolf Czernin 1757–1845 3. vladař (JINDŘICHO-) HRADECKÁ VĚTEV | Jan Rudolf Czernin 1757–1845 3. vladař (JINDŘICHO-) HRADECKÁ VĚTEV | Jan Rudolf Czernin 1757–1845 3. vladař (JINDŘICHO-) HRADECKÁ VĚTEV | Jan Rudolf Czernin 1757–1845 3. vladař (JINDŘICHO-) HRADECKÁ VĚTEV | Jan Rudolf Czernin 1757–1845 3. vladař (JINDŘICHO-) HRADECKÁ VĚTEV | Jan Rudolf Czernin 1757–1845 3. vladař (JINDŘICHO-) HRADECKÁ VĚTEV |                                                             |                                                             |                                                             |                                                             |                                                    |                                                    | Wolfgang Maria Czernin 1766–1813 VINOŘSKÁ VĚTEV | Wolfgang Maria Czernin 1766–1813 VINOŘSKÁ VĚTEV | Wolfgang Maria Czernin 1766–1813 VINOŘSKÁ VĚTEV | Wolfgang Maria Czernin 1766–1813 VINOŘSKÁ VĚTEV | Wolfgang Maria Czernin 1766–1813 VINOŘSKÁ VĚTEV | Wolfgang Maria Czernin 1766–1813 VINOŘSKÁ VĚTEV |                                                  |                                                  | Marie Antonie ze Salm-Neuburgu 1766–1840         | Marie Antonie ze Salm-Neuburgu 1766–1840         | Marie Antonie ze Salm-Neuburgu 1766–1840         | Marie Antonie ze Salm-Neuburgu 1766–1840         | Marie Antonie ze Salm-Neuburgu 1766–1840 | Marie Antonie ze Salm-Neuburgu 1766–1840 |  |  |                                                               |                                                               |                                                               |                                                               |                                                               |                                                               |                                             |                                             |                                          |                                          |                                          |                                          |                                          |                                          |  |  |                                                               |                                                               |                                                               |                                                               |                                                               |                                                               |  |  |                                       |                                       |                                       |                                       |                                       |                                       |  |  |                                    |                                    |                                    |                                    |                                    |                                    |  |  |
|                                                         |                                                         |                                                         |                                                         |                                                         |                                                         |                                                  |                                                  |                                                  |                                                  |                                                  |                                                  |                                                                    |                                                                    |                                                                    |                                                                    |                                                                    |                                                                    |                                                             |                                                             |                                                             |                                                             |                                                    |                                                    |                                                 |                                                 |                                                 |                                                 |                                                 |                                                 |                                                  |                                                  |                                                  |                                                  |                                                  |                                                  |                                          |                                          |  |  |                                                               |                                                               |                                                               |                                                               |                                                               |                                                               |                                             |                                             |                                          |                                          |                                          |                                          |                                          |                                          |  |  |                                                               |                                                               |                                                               |                                                               |                                                               |                                                               |  |  |                                       |                                       |                                       |                                       |                                       |                                       |  |  |                                    |                                    |                                    |                                    |                                    |                                    |  |  |
|                                                         |                                                         |                                                         |                                                         |                                                         |                                                         |                                                  |                                                  |                                                  |                                                  |                                                  |                                                  |                                                                    |                                                                    |                                                                    |                                                                    |                                                                    |                                                                    |                                                             |                                                             |                                                             |                                                             |                                                    |                                                    |                                                 |                                                 |                                                 |                                                 |                                                 |                                                 |                                                  |                                                  |                                                  |                                                  |                                                  |                                                  |                                          |                                          |  |  |                                                               |                                                               |                                                               |                                                               |                                                               |                                                               |                                             |                                             |                                          |                                          |                                          |                                          |                                          |                                          |  |  |                                                               |                                                               |                                                               |                                                               |                                                               |                                                               |  |  |                                       |                                       |                                       |                                       |                                       |                                       |  |  |                                    |                                    |                                    |                                    |                                    |                                    |  |  |
|                                                         |                                                         |                                                         |                                                         |                                                         |                                                         | Gabriela Marie Czerninová 1782–1787              | Gabriela Marie Czerninová 1782–1787              | Gabriela Marie Czerninová 1782–1787              | Gabriela Marie Czerninová 1782–1787              | Gabriela Marie Czerninová 1782–1787              | Gabriela Marie Czerninová 1782–1787              |                                                                    |                                                                    |                                                                    |                                                                    |                                                                    |                                                                    | Marie Terezie Czerninová 1783/1785–1787                     | Marie Terezie Czerninová 1783/1785–1787                     | Marie Terezie Czerninová 1783/1785–1787                     | Marie Terezie Czerninová 1783/1785–1787                     | Marie Terezie Czerninová 1783/1785–1787            | Marie Terezie Czerninová 1783/1785–1787            |                                                 |                                                 |                                                 |                                                 |                                                 |                                                 | Evžen I. Karel Ervín Czernin 1796–1868 4. vladař | Evžen I. Karel Ervín Czernin 1796–1868 4. vladař | Evžen I. Karel Ervín Czernin 1796–1868 4. vladař | Evžen I. Karel Ervín Czernin 1796–1868 4. vladař | Evžen I. Karel Ervín Czernin 1796–1868 4. vladař | Evžen I. Karel Ervín Czernin 1796–1868 4. vladař |                                          |                                          |  |  |                                                               |                                                               | Marie Terezie z Orsini-Rosenbergu 1798–1866                   | Marie Terezie z Orsini-Rosenbergu 1798–1866                   | Marie Terezie z Orsini-Rosenbergu 1798–1866                   | Marie Terezie z Orsini-Rosenbergu 1798–1866                   | Marie Terezie z Orsini-Rosenbergu 1798–1866 | Marie Terezie z Orsini-Rosenbergu 1798–1866 |                                          |                                          |                                          |                                          |                                          |                                          |  |  |                                                               |                                                               |                                                               |                                                               |                                                               |                                                               |  |  |                                       |                                       |                                       |                                       |                                       |                                       |  |  |                                    |                                    |                                    |                                    |                                    |                                    |  |  |
|                                                         |                                                         |                                                         |                                                         |                                                         |                                                         | Gabriela Marie Czerninová 1782–1787              | Gabriela Marie Czerninová 1782–1787              | Gabriela Marie Czerninová 1782–1787              | Gabriela Marie Czerninová 1782–1787              | Gabriela Marie Czerninová 1782–1787              | Gabriela Marie Czerninová 1782–1787              |                                                                    |                                                                    |                                                                    |                                                                    |                                                                    |                                                                    | Marie Terezie Czerninová 1783/1785–1787                     | Marie Terezie Czerninová 1783/1785–1787                     | Marie Terezie Czerninová 1783/1785–1787                     | Marie Terezie Czerninová 1783/1785–1787                     | Marie Terezie Czerninová 1783/1785–1787            | Marie Terezie Czerninová 1783/1785–1787            |                                                 |                                                 |                                                 |                                                 |                                                 |                                                 | Evžen I. Karel Ervín Czernin 1796–1868 4. vladař | Evžen I. Karel Ervín Czernin 1796–1868 4. vladař | Evžen I. Karel Ervín Czernin 1796–1868 4. vladař | Evžen I. Karel Ervín Czernin 1796–1868 4. vladař | Evžen I. Karel Ervín Czernin 1796–1868 4. vladař | Evžen I. Karel Ervín Czernin 1796–1868 4. vladař |                                          |                                          |  |  |                                                               |                                                               | Marie Terezie z Orsini-Rosenbergu 1798–1866                   | Marie Terezie z Orsini-Rosenbergu 1798–1866                   | Marie Terezie z Orsini-Rosenbergu 1798–1866                   | Marie Terezie z Orsini-Rosenbergu 1798–1866                   | Marie Terezie z Orsini-Rosenbergu 1798–1866 | Marie Terezie z Orsini-Rosenbergu 1798–1866 |                                          |                                          |                                          |                                          |                                          |                                          |  |  |                                                               |                                                               |                                                               |                                                               |                                                               |                                                               |  |  |                                       |                                       |                                       |                                       |                                       |                                       |  |  |                                    |                                    |                                    |                                    |                                    |                                    |  |  |
|                                                         |                                                         |                                                         |                                                         |                                                         |                                                         |                                                  |                                                  |                                                  |                                                  |                                                  |                                                  |                                                                    |                                                                    |                                                                    |                                                                    |                                                                    |                                                                    |                                                             |                                                             |                                                             |                                                             |                                                    |                                                    |                                                 |                                                 |                                                 |                                                 |                                                 |                                                 |                                                  |                                                  |                                                  |                                                  |                                                  |                                                  |                                          |                                          |  |  |                                                               |                                                               |                                                               |                                                               |                                                               |                                                               |                                             |                                             |                                          |                                          |                                          |                                          |                                          |                                          |  |  |                                                               |                                                               |                                                               |                                                               |                                                               |                                                               |  |  |                                       |                                       |                                       |                                       |                                       |                                       |  |  |                                    |                                    |                                    |                                    |                                    |                                    |  |  |
|                                                         |                                                         |                                                         |                                                         |                                                         |                                                         |                                                  |                                                  |                                                  |                                                  |                                                  |                                                  |                                                                    |                                                                    |                                                                    |                                                                    |                                                                    |                                                                    |                                                             |                                                             |                                                             |                                                             |                                                    |                                                    |                                                 |                                                 |                                                 |                                                 |                                                 |                                                 |                                                  |                                                  |                                                  |                                                  |                                                  |                                                  |                                          |                                          |  |  |                                                               |                                                               |                                                               |                                                               |                                                               |                                                               |                                             |                                             |                                          |                                          |                                          |                                          |                                          |                                          |  |  |                                                               |                                                               |                                                               |                                                               |                                                               |                                                               |  |  |                                       |                                       |                                       |                                       |                                       |                                       |  |  |                                    |                                    |                                    |                                    |                                    |                                    |  |  |
| Karolína Czerninová 1830–1852                           | Karolína Czerninová 1830–1852                           | Karolína Czerninová 1830–1852                           | Karolína Czerninová 1830–1852                           | Karolína Czerninová 1830–1852                           | Karolína Czerninová 1830–1852                           |                                                  |                                                  | Karolína Schaffgotschová 1820–1876               | Karolína Schaffgotschová 1820–1876               | Karolína Schaffgotschová 1820–1876               | Karolína Schaffgotschová 1820–1876               | Karolína Schaffgotschová 1820–1876                                 | Karolína Schaffgotschová 1820–1876                                 |                                                                    |                                                                    | Jaromír Czernin 1818–1908 5. vladař                                | Jaromír Czernin 1818–1908 5. vladař                                | Jaromír Czernin 1818–1908 5. vladař                         | Jaromír Czernin 1818–1908 5. vladař                         | Jaromír Czernin 1818–1908 5. vladař                         | Jaromír Czernin 1818–1908 5. vladař                         |                                                    |                                                    | Josefína Paarová 1839–1916                      | Josefína Paarová 1839–1916                      | Josefína Paarová 1839–1916                      | Josefína Paarová 1839–1916                      | Josefína Paarová 1839–1916                      | Josefína Paarová 1839–1916                      |                                                  |                                                  | Ladislav z Falkenhaynu † 1865                    | Ladislav z Falkenhaynu † 1865                    | Ladislav z Falkenhaynu † 1865                    | Ladislav z Falkenhaynu † 1865                    | Ladislav z Falkenhaynu † 1865            | Ladislav z Falkenhaynu † 1865            |  |  | 1. Heřman František Czernin 1819–1892 VRCHLABSKÁ VĚTEV        | 1. Heřman František Czernin 1819–1892 VRCHLABSKÁ VĚTEV        | 1. Heřman František Czernin 1819–1892 VRCHLABSKÁ VĚTEV        | 1. Heřman František Czernin 1819–1892 VRCHLABSKÁ VĚTEV        | 1. Heřman František Czernin 1819–1892 VRCHLABSKÁ VĚTEV        | 1. Heřman František Czernin 1819–1892 VRCHLABSKÁ VĚTEV        |                                             |                                             | 3. Marie Aloisie z Morzinu 1832–1907     | 3. Marie Aloisie z Morzinu 1832–1907     | 3. Marie Aloisie z Morzinu 1832–1907     | 3. Marie Aloisie z Morzinu 1832–1907     | 3. Marie Aloisie z Morzinu 1832–1907     | 3. Marie Aloisie z Morzinu 1832–1907     |  |  | Humprecht (Humbert) Czernin 1827–1910 ŠTÝRSKO- HRADECKÁ VĚTEV | Humprecht (Humbert) Czernin 1827–1910 ŠTÝRSKO- HRADECKÁ VĚTEV | Humprecht (Humbert) Czernin 1827–1910 ŠTÝRSKO- HRADECKÁ VĚTEV | Humprecht (Humbert) Czernin 1827–1910 ŠTÝRSKO- HRADECKÁ VĚTEV | Humprecht (Humbert) Czernin 1827–1910 ŠTÝRSKO- HRADECKÁ VĚTEV | Humprecht (Humbert) Czernin 1827–1910 ŠTÝRSKO- HRADECKÁ VĚTEV |  |  | Terezie Josefína z Grünne 1840–1911   | Terezie Josefína z Grünne 1840–1911   | Terezie Josefína z Grünne 1840–1911   | Terezie Josefína z Grünne 1840–1911   | Terezie Josefína z Grünne 1840–1911   | Terezie Josefína z Grünne 1840–1911   |  |  |                                    |                                    |                                    |                                    |                                    |                                    |  |  |
| Karolína Czerninová 1830–1852                           | Karolína Czerninová 1830–1852                           | Karolína Czerninová 1830–1852                           | Karolína Czerninová 1830–1852                           | Karolína Czerninová 1830–1852                           | Karolína Czerninová 1830–1852                           |                                                  |                                                  | Karolína Schaffgotschová 1820–1876               | Karolína Schaffgotschová 1820–1876               | Karolína Schaffgotschová 1820–1876               | Karolína Schaffgotschová 1820–1876               | Karolína Schaffgotschová 1820–1876                                 | Karolína Schaffgotschová 1820–1876                                 |                                                                    |                                                                    | Jaromír Czernin 1818–1908 5. vladař                                | Jaromír Czernin 1818–1908 5. vladař                                | Jaromír Czernin 1818–1908 5. vladař                         | Jaromír Czernin 1818–1908 5. vladař                         | Jaromír Czernin 1818–1908 5. vladař                         | Jaromír Czernin 1818–1908 5. vladař                         |                                                    |                                                    | Josefína Paarová 1839–1916                      | Josefína Paarová 1839–1916                      | Josefína Paarová 1839–1916                      | Josefína Paarová 1839–1916                      | Josefína Paarová 1839–1916                      | Josefína Paarová 1839–1916                      |                                                  |                                                  | Ladislav z Falkenhaynu † 1865                    | Ladislav z Falkenhaynu † 1865                    | Ladislav z Falkenhaynu † 1865                    | Ladislav z Falkenhaynu † 1865                    | Ladislav z Falkenhaynu † 1865            | Ladislav z Falkenhaynu † 1865            |  |  | 1. Heřman František Czernin 1819–1892 VRCHLABSKÁ VĚTEV        | 1. Heřman František Czernin 1819–1892 VRCHLABSKÁ VĚTEV        | 1. Heřman František Czernin 1819–1892 VRCHLABSKÁ VĚTEV        | 1. Heřman František Czernin 1819–1892 VRCHLABSKÁ VĚTEV        | 1. Heřman František Czernin 1819–1892 VRCHLABSKÁ VĚTEV        | 1. Heřman František Czernin 1819–1892 VRCHLABSKÁ VĚTEV        |                                             |                                             | 3. Marie Aloisie z Morzinu 1832–1907     | 3. Marie Aloisie z Morzinu 1832–1907     | 3. Marie Aloisie z Morzinu 1832–1907     | 3. Marie Aloisie z Morzinu 1832–1907     | 3. Marie Aloisie z Morzinu 1832–1907     | 3. Marie Aloisie z Morzinu 1832–1907     |  |  | Humprecht (Humbert) Czernin 1827–1910 ŠTÝRSKO- HRADECKÁ VĚTEV | Humprecht (Humbert) Czernin 1827–1910 ŠTÝRSKO- HRADECKÁ VĚTEV | Humprecht (Humbert) Czernin 1827–1910 ŠTÝRSKO- HRADECKÁ VĚTEV | Humprecht (Humbert) Czernin 1827–1910 ŠTÝRSKO- HRADECKÁ VĚTEV | Humprecht (Humbert) Czernin 1827–1910 ŠTÝRSKO- HRADECKÁ VĚTEV | Humprecht (Humbert) Czernin 1827–1910 ŠTÝRSKO- HRADECKÁ VĚTEV |  |  | Terezie Josefína z Grünne 1840–1911   | Terezie Josefína z Grünne 1840–1911   | Terezie Josefína z Grünne 1840–1911   | Terezie Josefína z Grünne 1840–1911   | Terezie Josefína z Grünne 1840–1911   | Terezie Josefína z Grünne 1840–1911   |  |  |                                    |                                    |                                    |                                    |                                    |                                    |  |  |
|                                                         |                                                         |                                                         |                                                         |                                                         |                                                         |                                                  |                                                  |                                                  |                                                  |                                                  |                                                  |                                                                    |                                                                    |                                                                    |                                                                    |                                                                    |                                                                    |                                                             |                                                             |                                                             |                                                             |                                                    |                                                    |                                                 |                                                 |                                                 |                                                 |                                                 |                                                 |                                                  |                                                  |                                                  |                                                  |                                                  |                                                  |                                          |                                          |  |  |                                                               |                                                               |                                                               |                                                               |                                                               |                                                               |                                             |                                             |                                          |                                          |                                          |                                          |                                          |                                          |  |  |                                                               |                                                               |                                                               |                                                               |                                                               |                                                               |  |  |                                       |                                       |                                       |                                       |                                       |                                       |  |  |                                    |                                    |                                    |                                    |                                    |                                    |  |  |
|                                                         |                                                         |                                                         |                                                         |                                                         |                                                         |                                                  |                                                  |                                                  |                                                  |                                                  |                                                  |                                                                    |                                                                    |                                                                    |                                                                    |                                                                    |                                                                    |                                                             |                                                             |                                                             |                                                             |                                                    |                                                    |                                                 |                                                 |                                                 |                                                 |                                                 |                                                 |                                                  |                                                  |                                                  |                                                  |                                                  |                                                  |                                          |                                          |  |  |                                                               |                                                               |                                                               |                                                               |                                                               |                                                               |                                             |                                             |                                          |                                          |                                          |                                          |                                          |                                          |  |  |                                                               |                                                               |                                                               |                                                               |                                                               |                                                               |  |  |                                       |                                       |                                       |                                       |                                       |                                       |  |  |                                    |                                    |                                    |                                    |                                    |                                    |  |  |
| Evžen II. Jaromír František Czernin 1851–1925 6. vladař | Evžen II. Jaromír František Czernin 1851–1925 6. vladař | Evžen II. Jaromír František Czernin 1851–1925 6. vladař | Evžen II. Jaromír František Czernin 1851–1925 6. vladař | Evžen II. Jaromír František Czernin 1851–1925 6. vladař | Evžen II. Jaromír František Czernin 1851–1925 6. vladař |                                                  |                                                  | Františka z Schönburg-Hartensteinu 1857–1926     | Františka z Schönburg-Hartensteinu 1857–1926     | Františka z Schönburg-Hartensteinu 1857–1926     | Františka z Schönburg-Hartensteinu 1857–1926     | Františka z Schönburg-Hartensteinu 1857–1926                       | Františka z Schönburg-Hartensteinu 1857–1926                       |                                                                    |                                                                    | František Jaromír Czernin 1857–1932 7. vladař                      | František Jaromír Czernin 1857–1932 7. vladař                      | František Jaromír Czernin 1857–1932 7. vladař               | František Jaromír Czernin 1857–1932 7. vladař               | František Jaromír Czernin 1857–1932 7. vladař               | František Jaromír Czernin 1857–1932 7. vladař               |                                                    |                                                    | I. 2. Ema z Orsini-Rosenbergu 1858–1905         | I. 2. Ema z Orsini-Rosenbergu 1858–1905         | I. 2. Ema z Orsini-Rosenbergu 1858–1905         | I. 2. Ema z Orsini-Rosenbergu 1858–1905         | I. 2. Ema z Orsini-Rosenbergu 1858–1905         | I. 2. Ema z Orsini-Rosenbergu 1858–1905         |                                                  |                                                  | 4. Rudolf Czernin-Morzin 1855–1927               | 4. Rudolf Czernin-Morzin 1855–1927               | 4. Rudolf Czernin-Morzin 1855–1927               | 4. Rudolf Czernin-Morzin 1855–1927               | 4. Rudolf Czernin-Morzin 1855–1927       | 4. Rudolf Czernin-Morzin 1855–1927       |  |  | II. Terezie Friesová z Friesenbergu 1874–1946                 | II. Terezie Friesová z Friesenbergu 1874–1946                 | II. Terezie Friesová z Friesenbergu 1874–1946                 | II. Terezie Friesová z Friesenbergu 1874–1946                 | II. Terezie Friesová z Friesenbergu 1874–1946                 | II. Terezie Friesová z Friesenbergu 1874–1946                 |                                             |                                             | Philippine Theresia Czerninová 1858–1937 | Philippine Theresia Czerninová 1858–1937 | Philippine Theresia Czerninová 1858–1937 | Philippine Theresia Czerninová 1858–1937 | Philippine Theresia Czerninová 1858–1937 | Philippine Theresia Czerninová 1858–1937 |  |  | Karel Bonaventura Buquoy-Longueval 1854–1917                  | Karel Bonaventura Buquoy-Longueval 1854–1917                  | Karel Bonaventura Buquoy-Longueval 1854–1917                  | Karel Bonaventura Buquoy-Longueval 1854–1917                  | Karel Bonaventura Buquoy-Longueval 1854–1917                  | Karel Bonaventura Buquoy-Longueval 1854–1917                  |  |  |                                       |                                       |                                       |                                       |                                       |                                       |  |  |                                    |                                    |                                    |                                    |                                    |                                    |  |  |
| Evžen II. Jaromír František Czernin 1851–1925 6. vladař | Evžen II. Jaromír František Czernin 1851–1925 6. vladař | Evžen II. Jaromír František Czernin 1851–1925 6. vladař | Evžen II. Jaromír František Czernin 1851–1925 6. vladař | Evžen II. Jaromír František Czernin 1851–1925 6. vladař | Evžen II. Jaromír František Czernin 1851–1925 6. vladař |                                                  |                                                  | Františka z Schönburg-Hartensteinu 1857–1926     | Františka z Schönburg-Hartensteinu 1857–1926     | Františka z Schönburg-Hartensteinu 1857–1926     | Františka z Schönburg-Hartensteinu 1857–1926     | Františka z Schönburg-Hartensteinu 1857–1926                       | Františka z Schönburg-Hartensteinu 1857–1926                       |                                                                    |                                                                    | František Jaromír Czernin 1857–1932 7. vladař                      | František Jaromír Czernin 1857–1932 7. vladař                      | František Jaromír Czernin 1857–1932 7. vladař               | František Jaromír Czernin 1857–1932 7. vladař               | František Jaromír Czernin 1857–1932 7. vladař               | František Jaromír Czernin 1857–1932 7. vladař               |                                                    |                                                    | I. 2. Ema z Orsini-Rosenbergu 1858–1905         | I. 2. Ema z Orsini-Rosenbergu 1858–1905         | I. 2. Ema z Orsini-Rosenbergu 1858–1905         | I. 2. Ema z Orsini-Rosenbergu 1858–1905         | I. 2. Ema z Orsini-Rosenbergu 1858–1905         | I. 2. Ema z Orsini-Rosenbergu 1858–1905         |                                                  |                                                  | 4. Rudolf Czernin-Morzin 1855–1927               | 4. Rudolf Czernin-Morzin 1855–1927               | 4. Rudolf Czernin-Morzin 1855–1927               | 4. Rudolf Czernin-Morzin 1855–1927               | 4. Rudolf Czernin-Morzin 1855–1927       | 4. Rudolf Czernin-Morzin 1855–1927       |  |  | II. Terezie Friesová z Friesenbergu 1874–1946                 | II. Terezie Friesová z Friesenbergu 1874–1946                 | II. Terezie Friesová z Friesenbergu 1874–1946                 | II. Terezie Friesová z Friesenbergu 1874–1946                 | II. Terezie Friesová z Friesenbergu 1874–1946                 | II. Terezie Friesová z Friesenbergu 1874–1946                 |                                             |                                             | Philippine Theresia Czerninová 1858–1937 | Philippine Theresia Czerninová 1858–1937 | Philippine Theresia Czerninová 1858–1937 | Philippine Theresia Czerninová 1858–1937 | Philippine Theresia Czerninová 1858–1937 | Philippine Theresia Czerninová 1858–1937 |  |  | Karel Bonaventura Buquoy-Longueval 1854–1917                  | Karel Bonaventura Buquoy-Longueval 1854–1917                  | Karel Bonaventura Buquoy-Longueval 1854–1917                  | Karel Bonaventura Buquoy-Longueval 1854–1917                  | Karel Bonaventura Buquoy-Longueval 1854–1917                  | Karel Bonaventura Buquoy-Longueval 1854–1917                  |  |  |                                       |                                       |                                       |                                       |                                       |                                       |  |  |                                    |                                    |                                    |                                    |                                    |                                    |  |  |
|                                                         |                                                         |                                                         |                                                         |                                                         |                                                         |                                                  |                                                  |                                                  |                                                  |                                                  |                                                  |                                                                    |                                                                    |                                                                    |                                                                    |                                                                    |                                                                    |                                                             |                                                             |                                                             |                                                             |                                                    |                                                    |                                                 |                                                 |                                                 |                                                 |                                                 |                                                 |                                                  |                                                  |                                                  |                                                  |                                                  |                                                  |                                          |                                          |  |  |                                                               |                                                               |                                                               |                                                               |                                                               |                                                               |                                             |                                             |                                          |                                          |                                          |                                          |                                          |                                          |  |  |                                                               |                                                               |                                                               |                                                               |                                                               |                                                               |  |  |                                       |                                       |                                       |                                       |                                       |                                       |  |  |                                    |                                    |                                    |                                    |                                    |                                    |  |  |
|                                                         |                                                         |                                                         |                                                         |                                                         |                                                         |                                                  |                                                  |                                                  |                                                  |                                                  |                                                  |                                                                    |                                                                    |                                                                    |                                                                    |                                                                    |                                                                    |                                                             |                                                             |                                                             |                                                             |                                                    |                                                    |                                                 |                                                 |                                                 |                                                 |                                                 |                                                 |                                                  |                                                  |                                                  |                                                  |                                                  |                                                  |                                          |                                          |  |  |                                                               |                                                               |                                                               |                                                               |                                                               |                                                               |                                             |                                             |                                          |                                          |                                          |                                          |                                          |                                          |  |  |                                                               |                                                               |                                                               |                                                               |                                                               |                                                               |  |  |                                       |                                       |                                       |                                       |                                       |                                       |  |  |                                    |                                    |                                    |                                    |                                    |                                    |  |  |
| František Czernin-Morzin – páter Wolfgang 1885–1954     | František Czernin-Morzin – páter Wolfgang 1885–1954     | František Czernin-Morzin – páter Wolfgang 1885–1954     | František Czernin-Morzin – páter Wolfgang 1885–1954     | František Czernin-Morzin – páter Wolfgang 1885–1954     | František Czernin-Morzin – páter Wolfgang 1885–1954     |                                                  |                                                  | II. Karel Jan z Schönbornu 1890–1952             | II. Karel Jan z Schönbornu 1890–1952             | II. Karel Jan z Schönbornu 1890–1952             | II. Karel Jan z Schönbornu 1890–1952             | II. Karel Jan z Schönbornu 1890–1952                               | II. Karel Jan z Schönbornu 1890–1952                               |                                                                    |                                                                    | Vera Hohenlohe-Waldenburg-Schillingsfürst-Kaunitz 1882–1940        | Vera Hohenlohe-Waldenburg-Schillingsfürst-Kaunitz 1882–1940        | Vera Hohenlohe-Waldenburg-Schillingsfürst-Kaunitz 1882–1940 | Vera Hohenlohe-Waldenburg-Schillingsfürst-Kaunitz 1882–1940 | Vera Hohenlohe-Waldenburg-Schillingsfürst-Kaunitz 1882–1940 | Vera Hohenlohe-Waldenburg-Schillingsfürst-Kaunitz 1882–1940 |                                                    |                                                    | I. 5. Rudolf Heřman Czernin-Morzin 1881–1928    | I. 5. Rudolf Heřman Czernin-Morzin 1881–1928    | I. 5. Rudolf Heřman Czernin-Morzin 1881–1928    | I. 5. Rudolf Heřman Czernin-Morzin 1881–1928    | I. 5. Rudolf Heřman Czernin-Morzin 1881–1928    | I. 5. Rudolf Heřman Czernin-Morzin 1881–1928    |                                                  |                                                  | Evžen Alfons Czernin 1892–1955 8. vladař         | Evžen Alfons Czernin 1892–1955 8. vladař         | Evžen Alfons Czernin 1892–1955 8. vladař         | Evžen Alfons Czernin 1892–1955 8. vladař         | Evžen Alfons Czernin 1892–1955 8. vladař | Evžen Alfons Czernin 1892–1955 8. vladař |  |  | Josefína Gabriela Schwarzenbergová 1895–1965                  | Josefína Gabriela Schwarzenbergová 1895–1965                  | Josefína Gabriela Schwarzenbergová 1895–1965                  | Josefína Gabriela Schwarzenbergová 1895–1965                  | Josefína Gabriela Schwarzenbergová 1895–1965                  | Josefína Gabriela Schwarzenbergová 1895–1965                  |                                             |                                             | Karel Czernin-Morzin 1886–1978           | Karel Czernin-Morzin 1886–1978           | Karel Czernin-Morzin 1886–1978           | Karel Czernin-Morzin 1886–1978           | Karel Czernin-Morzin 1886–1978           | Karel Czernin-Morzin 1886–1978           |  |  | Vilemína Kinská z Vchynic a Tetova 1891–1971                  | Vilemína Kinská z Vchynic a Tetova 1891–1971                  | Vilemína Kinská z Vchynic a Tetova 1891–1971                  | Vilemína Kinská z Vchynic a Tetova 1891–1971                  | Vilemína Kinská z Vchynic a Tetova 1891–1971                  | Vilemína Kinská z Vchynic a Tetova 1891–1971                  |  |  | Ida Czernin-Morzinová 1888–1965       | Ida Czernin-Morzinová 1888–1965       | Ida Czernin-Morzinová 1888–1965       | Ida Czernin-Morzinová 1888–1965       | Ida Czernin-Morzinová 1888–1965       | Ida Czernin-Morzinová 1888–1965       |  |  | Matthäus Thun-Hohenstein 1882–1945 | Matthäus Thun-Hohenstein 1882–1945 | Matthäus Thun-Hohenstein 1882–1945 | Matthäus Thun-Hohenstein 1882–1945 | Matthäus Thun-Hohenstein 1882–1945 | Matthäus Thun-Hohenstein 1882–1945 |  |  |
| František Czernin-Morzin – páter Wolfgang 1885–1954     | František Czernin-Morzin – páter Wolfgang 1885–1954     | František Czernin-Morzin – páter Wolfgang 1885–1954     | František Czernin-Morzin – páter Wolfgang 1885–1954     | František Czernin-Morzin – páter Wolfgang 1885–1954     | František Czernin-Morzin – páter Wolfgang 1885–1954     |                                                  |                                                  | II. Karel Jan z Schönbornu 1890–1952             | II. Karel Jan z Schönbornu 1890–1952             | II. Karel Jan z Schönbornu 1890–1952             | II. Karel Jan z Schönbornu 1890–1952             | II. Karel Jan z Schönbornu 1890–1952                               | II. Karel Jan z Schönbornu 1890–1952                               |                                                                    |                                                                    | Vera Hohenlohe-Waldenburg-Schillingsfürst-Kaunitz 1882–1940        | Vera Hohenlohe-Waldenburg-Schillingsfürst-Kaunitz 1882–1940        | Vera Hohenlohe-Waldenburg-Schillingsfürst-Kaunitz 1882–1940 | Vera Hohenlohe-Waldenburg-Schillingsfürst-Kaunitz 1882–1940 | Vera Hohenlohe-Waldenburg-Schillingsfürst-Kaunitz 1882–1940 | Vera Hohenlohe-Waldenburg-Schillingsfürst-Kaunitz 1882–1940 |                                                    |                                                    | I. 5. Rudolf Heřman Czernin-Morzin 1881–1928    | I. 5. Rudolf Heřman Czernin-Morzin 1881–1928    | I. 5. Rudolf Heřman Czernin-Morzin 1881–1928    | I. 5. Rudolf Heřman Czernin-Morzin 1881–1928    | I. 5. Rudolf Heřman Czernin-Morzin 1881–1928    | I. 5. Rudolf Heřman Czernin-Morzin 1881–1928    |                                                  |                                                  | Evžen Alfons Czernin 1892–1955 8. vladař         | Evžen Alfons Czernin 1892–1955 8. vladař         | Evžen Alfons Czernin 1892–1955 8. vladař         | Evžen Alfons Czernin 1892–1955 8. vladař         | Evžen Alfons Czernin 1892–1955 8. vladař | Evžen Alfons Czernin 1892–1955 8. vladař |  |  | Josefína Gabriela Schwarzenbergová 1895–1965                  | Josefína Gabriela Schwarzenbergová 1895–1965                  | Josefína Gabriela Schwarzenbergová 1895–1965                  | Josefína Gabriela Schwarzenbergová 1895–1965                  | Josefína Gabriela Schwarzenbergová 1895–1965                  | Josefína Gabriela Schwarzenbergová 1895–1965                  |                                             |                                             | Karel Czernin-Morzin 1886–1978           | Karel Czernin-Morzin 1886–1978           | Karel Czernin-Morzin 1886–1978           | Karel Czernin-Morzin 1886–1978           | Karel Czernin-Morzin 1886–1978           | Karel Czernin-Morzin 1886–1978           |  |  | Vilemína Kinská z Vchynic a Tetova 1891–1971                  | Vilemína Kinská z Vchynic a Tetova 1891–1971                  | Vilemína Kinská z Vchynic a Tetova 1891–1971                  | Vilemína Kinská z Vchynic a Tetova 1891–1971                  | Vilemína Kinská z Vchynic a Tetova 1891–1971                  | Vilemína Kinská z Vchynic a Tetova 1891–1971                  |  |  | Ida Czernin-Morzinová 1888–1965       | Ida Czernin-Morzinová 1888–1965       | Ida Czernin-Morzinová 1888–1965       | Ida Czernin-Morzinová 1888–1965       | Ida Czernin-Morzinová 1888–1965       | Ida Czernin-Morzinová 1888–1965       |  |  | Matthäus Thun-Hohenstein 1882–1945 | Matthäus Thun-Hohenstein 1882–1945 | Matthäus Thun-Hohenstein 1882–1945 | Matthäus Thun-Hohenstein 1882–1945 | Matthäus Thun-Hohenstein 1882–1945 | Matthäus Thun-Hohenstein 1882–1945 |  |  |
|                                                         |                                                         |                                                         |                                                         |                                                         |                                                         |                                                  |                                                  |                                                  |                                                  |                                                  |                                                  |                                                                    |                                                                    |                                                                    |                                                                    |                                                                    |                                                                    |                                                             |                                                             |                                                             |                                                             |                                                    |                                                    |                                                 |                                                 |                                                 |                                                 |                                                 |                                                 |                                                  |                                                  |                                                  |                                                  |                                                  |                                                  |                                          |                                          |  |  |                                                               |                                                               |                                                               |                                                               |                                                               |                                                               |                                             |                                             |                                          |                                          |                                          |                                          |                                          |                                          |  |  |                                                               |                                                               |                                                               |                                                               |                                                               |                                                               |  |  |                                       |                                       |                                       |                                       |                                       |                                       |  |  |                                    |                                    |                                    |                                    |                                    |                                    |  |  |
|                                                         |                                                         |                                                         |                                                         |                                                         |                                                         |                                                  |                                                  |                                                  |                                                  |                                                  |                                                  |                                                                    |                                                                    |                                                                    |                                                                    |                                                                    |                                                                    |                                                             |                                                             |                                                             |                                                             |                                                    |                                                    |                                                 |                                                 |                                                 |                                                 |                                                 |                                                 |                                                  |                                                  |                                                  |                                                  |                                                  |                                                  |                                          |                                          |  |  |                                                               |                                                               |                                                               |                                                               |                                                               |                                                               |                                             |                                             |                                          |                                          |                                          |                                          |                                          |                                          |  |  |                                                               |                                                               |                                                               |                                                               |                                                               |                                                               |  |  |                                       |                                       |                                       |                                       |                                       |                                       |  |  |                                    |                                    |                                    |                                    |                                    |                                    |  |  |
| I. Erwein Thun-Hohenstein 1896–1946                     | I. Erwein Thun-Hohenstein 1896–1946                     | I. Erwein Thun-Hohenstein 1896–1946                     | I. Erwein Thun-Hohenstein 1896–1946                     | I. Erwein Thun-Hohenstein 1896–1946                     | I. Erwein Thun-Hohenstein 1896–1946                     |                                                  |                                                  | Alexia Czernin-Morzinová 1906–1994               | Alexia Czernin-Morzinová 1906–1994               | Alexia Czernin-Morzinová 1906–1994               | Alexia Czernin-Morzinová 1906–1994               | Alexia Czernin-Morzinová 1906–1994                                 | Alexia Czernin-Morzinová 1906–1994                                 |                                                                    |                                                                    | II. Eduard Larisch-Moennich 1916–1987                              | II. Eduard Larisch-Moennich 1916–1987                              | II. Eduard Larisch-Moennich 1916–1987                       | II. Eduard Larisch-Moennich 1916–1987                       | II. Eduard Larisch-Moennich 1916–1987                       | II. Eduard Larisch-Moennich 1916–1987                       |                                                    |                                                    | I. Marta Széchényi 1905–1997                    | I. Marta Széchényi 1905–1997                    | I. Marta Széchényi 1905–1997                    | I. Marta Széchényi 1905–1997                    | I. Marta Széchényi 1905–1997                    | I. Marta Széchényi 1905–1997                    |                                                  |                                                  | Jaromír Czernin-Morzin 1908–1966                 | Jaromír Czernin-Morzin 1908–1966                 | Jaromír Czernin-Morzin 1908–1966                 | Jaromír Czernin-Morzin 1908–1966                 | Jaromír Czernin-Morzin 1908–1966         | Jaromír Czernin-Morzin 1908–1966         |  |  | II. a III. Alix-May von Frankenberg und Ludwigsdorf 1907–1979 | II. a III. Alix-May von Frankenberg und Ludwigsdorf 1907–1979 | II. a III. Alix-May von Frankenberg und Ludwigsdorf 1907–1979 | II. a III. Alix-May von Frankenberg und Ludwigsdorf 1907–1979 | II. a III. Alix-May von Frankenberg und Ludwigsdorf 1907–1979 | II. a III. Alix-May von Frankenberg und Ludwigsdorf 1907–1979 |                                             |                                             | 6. Egon Czernin-Morzin 1911–1929         | 6. Egon Czernin-Morzin 1911–1929         | 6. Egon Czernin-Morzin 1911–1929         | 6. Egon Czernin-Morzin 1911–1929         | 6. Egon Czernin-Morzin 1911–1929         | 6. Egon Czernin-Morzin 1911–1929         |  |  | Sylvia Czernin-Morzinová 1916–1979                            | Sylvia Czernin-Morzinová 1916–1979                            | Sylvia Czernin-Morzinová 1916–1979                            | Sylvia Czernin-Morzinová 1916–1979                            | Sylvia Czernin-Morzinová 1916–1979                            | Sylvia Czernin-Morzinová 1916–1979                            |  |  | Othmar Nádherný von Borutin 1910–1988 | Othmar Nádherný von Borutin 1910–1988 | Othmar Nádherný von Borutin 1910–1988 | Othmar Nádherný von Borutin 1910–1988 | Othmar Nádherný von Borutin 1910–1988 | Othmar Nádherný von Borutin 1910–1988 |  |  |                                    |                                    |                                    |                                    |                                    |                                    |  |  |
| I. Erwein Thun-Hohenstein 1896–1946                     | I. Erwein Thun-Hohenstein 1896–1946                     | I. Erwein Thun-Hohenstein 1896–1946                     | I. Erwein Thun-Hohenstein 1896–1946                     | I. Erwein Thun-Hohenstein 1896–1946                     | I. Erwein Thun-Hohenstein 1896–1946                     |                                                  |                                                  | Alexia Czernin-Morzinová 1906–1994               | Alexia Czernin-Morzinová 1906–1994               | Alexia Czernin-Morzinová 1906–1994               | Alexia Czernin-Morzinová 1906–1994               | Alexia Czernin-Morzinová 1906–1994                                 | Alexia Czernin-Morzinová 1906–1994                                 |                                                                    |                                                                    | II. Eduard Larisch-Moennich 1916–1987                              | II. Eduard Larisch-Moennich 1916–1987                              | II. Eduard Larisch-Moennich 1916–1987                       | II. Eduard Larisch-Moennich 1916–1987                       | II. Eduard Larisch-Moennich 1916–1987                       | II. Eduard Larisch-Moennich 1916–1987                       |                                                    |                                                    | I. Marta Széchényi 1905–1997                    | I. Marta Széchényi 1905–1997                    | I. Marta Széchényi 1905–1997                    | I. Marta Széchényi 1905–1997                    | I. Marta Széchényi 1905–1997                    | I. Marta Széchényi 1905–1997                    |                                                  |                                                  | Jaromír Czernin-Morzin 1908–1966                 | Jaromír Czernin-Morzin 1908–1966                 | Jaromír Czernin-Morzin 1908–1966                 | Jaromír Czernin-Morzin 1908–1966                 | Jaromír Czernin-Morzin 1908–1966         | Jaromír Czernin-Morzin 1908–1966         |  |  | II. a III. Alix-May von Frankenberg und Ludwigsdorf 1907–1979 | II. a III. Alix-May von Frankenberg und Ludwigsdorf 1907–1979 | II. a III. Alix-May von Frankenberg und Ludwigsdorf 1907–1979 | II. a III. Alix-May von Frankenberg und Ludwigsdorf 1907–1979 | II. a III. Alix-May von Frankenberg und Ludwigsdorf 1907–1979 | II. a III. Alix-May von Frankenberg und Ludwigsdorf 1907–1979 |                                             |                                             | 6. Egon Czernin-Morzin 1911–1929         | 6. Egon Czernin-Morzin 1911–1929         | 6. Egon Czernin-Morzin 1911–1929         | 6. Egon Czernin-Morzin 1911–1929         | 6. Egon Czernin-Morzin 1911–1929         | 6. Egon Czernin-Morzin 1911–1929         |  |  | Sylvia Czernin-Morzinová 1916–1979                            | Sylvia Czernin-Morzinová 1916–1979                            | Sylvia Czernin-Morzinová 1916–1979                            | Sylvia Czernin-Morzinová 1916–1979                            | Sylvia Czernin-Morzinová 1916–1979                            | Sylvia Czernin-Morzinová 1916–1979                            |  |  | Othmar Nádherný von Borutin 1910–1988 | Othmar Nádherný von Borutin 1910–1988 | Othmar Nádherný von Borutin 1910–1988 | Othmar Nádherný von Borutin 1910–1988 | Othmar Nádherný von Borutin 1910–1988 | Othmar Nádherný von Borutin 1910–1988 |  |  |                                    |                                    |                                    |                                    |                                    |                                    |  |  |
|                                                         |                                                         |                                                         |                                                         |                                                         |                                                         |                                                  |                                                  |                                                  |                                                  |                                                  |                                                  |                                                                    |                                                                    |                                                                    |                                                                    |                                                                    |                                                                    |                                                             |                                                             |                                                             |                                                             |                                                    |                                                    |                                                 |                                                 |                                                 |                                                 |                                                 |                                                 |                                                  |                                                  |                                                  |                                                  |                                                  |                                                  |                                          |                                          |  |  |                                                               |                                                               |                                                               |                                                               |                                                               |                                                               |                                             |                                             |                                          |                                          |                                          |                                          |                                          |                                          |  |  |                                                               |                                                               |                                                               |                                                               |                                                               |                                                               |  |  |                                       |                                       |                                       |                                       |                                       |                                       |  |  |                                    |                                    |                                    |                                    |                                    |                                    |  |  |
|                                                         |                                                         |                                                         |                                                         |                                                         |                                                         |                                                  |                                                  |                                                  |                                                  |                                                  |                                                  |                                                                    |                                                                    |                                                                    |                                                                    |                                                                    |                                                                    |                                                             |                                                             |                                                             |                                                             |                                                    |                                                    |                                                 |                                                 |                                                 |                                                 |                                                 |                                                 |                                                  |                                                  |                                                  |                                                  |                                                  |                                                  |                                          |                                          |  |  |                                                               |                                                               |                                                               |                                                               |                                                               |                                                               |                                             |                                             |                                          |                                          |                                          |                                          |                                          |                                          |  |  |                                                               |                                                               |                                                               |                                                               |                                                               |                                                               |  |  |                                       |                                       |                                       |                                       |                                       |                                       |  |  |                                    |                                    |                                    |                                    |                                    |                                    |  |  |
|                                                         |                                                         |                                                         |                                                         |                                                         |                                                         |                                                  |                                                  |                                                  |                                                  |                                                  |                                                  |                                                                    |                                                                    |                                                                    |                                                                    |                                                                    |                                                                    |                                                             |                                                             |                                                             |                                                             |                                                    |                                                    | IV. Gertrud Marianne Liebl 1922–1998            | IV. Gertrud Marianne Liebl 1922–1998            | IV. Gertrud Marianne Liebl 1922–1998            | IV. Gertrud Marianne Liebl 1922–1998            | IV. Gertrud Marianne Liebl 1922–1998            | IV. Gertrud Marianne Liebl 1922–1998            |                                                  |                                                  |                                                  |                                                  |                                                  |                                                  |                                          |                                          |  |  | V. Margaritha Seyffert 1911–?                                 | V. Margaritha Seyffert 1911–?                                 | V. Margaritha Seyffert 1911–?                                 | V. Margaritha Seyffert 1911–?                                 | V. Margaritha Seyffert 1911–?                                 | V. Margaritha Seyffert 1911–?                                 |                                             |                                             |                                          |                                          |                                          |                                          |                                          |                                          |  |  |                                                               |                                                               |                                                               |                                                               |                                                               |                                                               |  |  |                                       |                                       |                                       |                                       |                                       |                                       |  |  |                                    |                                    |                                    |                                    |                                    |                                    |  |  |
|                                                         |                                                         |                                                         |                                                         |                                                         |                                                         |                                                  |                                                  |                                                  |                                                  |                                                  |                                                  |                                                                    |                                                                    |                                                                    |                                                                    |                                                                    |                                                                    |                                                             |                                                             |                                                             |                                                             |                                                    |                                                    | IV. Gertrud Marianne Liebl 1922–1998            | IV. Gertrud Marianne Liebl 1922–1998            | IV. Gertrud Marianne Liebl 1922–1998            | IV. Gertrud Marianne Liebl 1922–1998            | IV. Gertrud Marianne Liebl 1922–1998            | IV. Gertrud Marianne Liebl 1922–1998            |                                                  |                                                  |                                                  |                                                  |                                                  |                                                  |                                          |                                          |  |  | V. Margaritha Seyffert 1911–?                                 | V. Margaritha Seyffert 1911–?                                 | V. Margaritha Seyffert 1911–?                                 | V. Margaritha Seyffert 1911–?                                 | V. Margaritha Seyffert 1911–?                                 | V. Margaritha Seyffert 1911–?                                 |                                             |                                             |                                          |                                          |                                          |                                          |                                          |                                          |  |  |                                                               |                                                               |                                                               |                                                               |                                                               |                                                               |  |  |                                       |                                       |                                       |                                       |                                       |                                       |  |  |                                    |                                    |                                    |                                    |                                    |                                    |  |  |

## Zajímavosti
Morzinsko-Černínská zámecká kaple je součástí naučné stezky Vrchlabím. Turistická trasa vede po nejzajímavějších místech v centru města, je značena zeleně a začíná v centru města u historické budovy radnice. Cesta poté pokračuje po hlavní Krkonošské ulici k jednomu z nejstarších domů ve městě a dále pak ke kapli.
V kapli se pravidelně konají v letním období každou neděli a o církevních svátcích bohoslužby ČSCH. Přímo na louce vedle kaple o prázdninách je v provozu letní kino a louka je také využívána pro sochařské sympozium. Jeden z účastníků ponechal u kaple sochařský portrét Mistra Jana Husa.

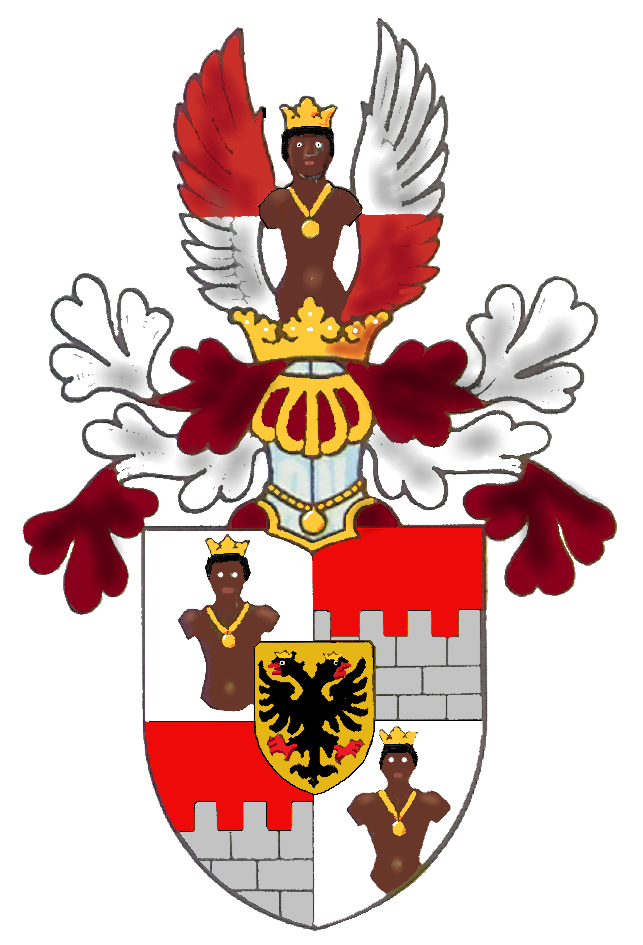
Erb rodu Morzinů
Erb rodu Černínů